# Lloctinent General del Regne de València
El Lloctinent General del Regne de València era la més alta magistratura de la Corona al Regne de València, una mena d'alter ego del rei, qui el nomenava entre els membres de la família reial, primer, i més tard, entre els membres de l'alta noblesa.

## Història
El 1309 va aparèixer l'antecedent del Lloctinent General, i el 1347 se li va donar el nom de General Governador. La tasca del governador general abastava també el poder militar suprem i ser jutge d'apel·lació en causes civils i criminals. El càrrec l'exercia l'hereu al tron, per implicar-lo així en les tasques del govern prèviament a ser rei, i l'exercia a través d'un portant-veus, la funció del qual era ser el seu procurador.
L'absència del rei, des de principis del segle xv, era un fet freqüent. Alfons el Magnànim va establir el 1432 la seva cort a Nàpols, regne acabat de conquerir, i ja no va tornar a la península ibèrica. El seu successor Joan el Sense Fe, desbordat per la Guerra Civil catalana, no va trepitjar pràcticament el regne valencià. El seu fill Ferran el Catòlic només va estar sis mesos durant els trenta-set anys de regnat. Així va ser com va sorgir la institució del Lloctinent general, en principi amb caràcter temporal i nomenat en moments de gravetat especial com la guerra civil catalana, i després, sota Ferran el Catòlic, es va convertir en permanent, malgrat que els estaments del regne consideraven el seu caràcter permanent com a contra-vinent a l'autonomia del regne.
Al voltant del Lloctinent general es va formar una xicoteta cort freqüentada per la noblesa i les elits urbanes. També es va formar un Consell, integrat principalment per juristes, i també pels principals oficials reals: el portant-veus, el Batle general i el Mestre Racional; i membres de la noblesa i de l'alt clergat, com el bisbe de València o el mestre de l'Orde de Montesa. Aquesta mena de Consell Reial es va convertir en el principal òrgan de govern del regne, i es podria considerar l'antecedent de l'Audiència de València de l'Edat Moderna. Paral·lelament es va incrementar notablement el nombre de càrrecs i d'oficials reials que van ser ocupats per membres de la petita noblesa dels cavallers o generosos i del patriciat urbà.
A l'Edat Moderna el Lloctinent general va ser substituït pel Virrei amb les mateixes atribucions i nivell de representació. Ni el Lloctinent general ni el Virrei comptaven amb força armada permanent pròpia i les seves decisions i les dels seus oficials podien ser revocades per les Corts valencianes si contravenien els Furs de València (contrafur).